# Civil War (EP) (Civil War együttes)
A Civil War a Civil War nevű svéd heavy/power metal zenekar első EP-je. A lemez anyagát az együttes 2012 nyarán készítette el saját stúdióban. 2012. november 13-án jelent meg a Despotz Records kiadásában.

## Az album dalai
1. "Rome is Falling" – 5:24
2. "Civil War" – 3:53
3. "Forevermore" – 5:53
4. "Custer's Last Stand" – 4:49
5. "Say It Right (Nelly Furtado feldolgozás)" – 4:20

5: Bónusz dal

## Közreműködők
- Nils Patrik Johansson – ének
- Oskar Montelius – gitár
- Rikard Sundén – gitár
- Stefan Pizza Eriksson – basszusgitár
- Daniel Mullback – dob
- Daniel Myhr – billentyűs hangszerek

## Külső hivatkozások
- Az együttes hivatalos oldala (angolul)
- Hírek, diszkográfia, dalszövegek (angolul)
- A Despotz Records hivatalos oldala (angolul)